# János Molnár
János Molnár (Budapest, 14 maggio 1931 – Budapest, 20 aprile 2000) è stato un calciatore ungherese, di ruolo attaccante.

## Carriera
Fu capocannoniere del campionato ungherese nel 1957 a pari merito con Zoltán Friedmanszky.

## Palmarès

### Club

#### Competizioni nazionali
- Campionato ungherese: 2

MTK Budapest: 1953, 1957-1958

#### Competizioni internazionali
- Coppa Mitropa: 1

Vörös Lobogó: 1955

### Individuale
- Capocannoniere della Coppa Mitropa: 1

1955 (9 gol, a pari merito con Nándor Hidegkuti)
- Capocannoniere del campionato ungherese: 1

1957-1958 (16 gol)